# Roberto Grau
Roberto Gabriel Grau (Buenos Aires, 18 de marzo de 1900-ibídem, 12 de abril de 1944) fue un ajedrecista argentino.
Se trata del Padre del ajedrez nacional, un ajedrecista de la época plateada argentina en la disciplina, que impulsó a toda la siguiente generación que llegó a instancias finales en las Olimpiadas de ajedrez.

## Biografía
Aprendió a jugar de muy niño a través de su padre, quien era aficionado al juego. Comenzó a competir a los 15 años, alcanzando rápidamente la primera categoría.
En 1921 ganó el Torneo Internacional de Carrasco, Uruguay, siendo tercero en el Torneo Nacional de 1922 organizado por el Club Argentino de Ajedrez. Fue Campeón Nacional de Argentina en seis oportunidades y representante olímpico en los Torneos de las Naciones de París (1924), Londres (1927), La Haya (1928), Varsovia (1935), Estocolmo (1937) y Buenos Aires (1939). Fue fundador del Círculo de Ajedrez de Buenos Aires, de la Federación Argentina de Ajedrez, y cofundador de la FIDE(Federación Internacional de Ajedrez)
Fue asistente de Alexander Alekhine en su encuentro por el campeonato del mundo contra José Capablanca disputado en Buenos Aires en 1927.
Además de jugador fue periodista y dirigió revistas especializadas, "El Ajedrez Americano" y "Ajedrez Argentino", teniendo también a su cargo la sección de ajedrez "Frente al Tablero" en el diario La Nación de Buenos Aires y "Entre las Torres" en la revista Leoplán.
En el congreso realizado en 1937 en Estocolmo, consiguió la sede de Buenos Aires para la Olimpíada de ajedrez de 1939. Dicho torneo se llevó a cabo en el Teatro Politeama de la capital Argentina con lo más graneado del ajedrez mundial de la época; este acontecimiento tuvo más trascendencia que el mero hecho deportivo, pues durante su transcurso estalló en Europa la Segunda Guerra Mundial, lo que cambió el destino de muchos jugadores que no pudieron regresar a sus países de origen. Falleció el 12 de abril de 1944 víctima de una hemorragia cerebral.

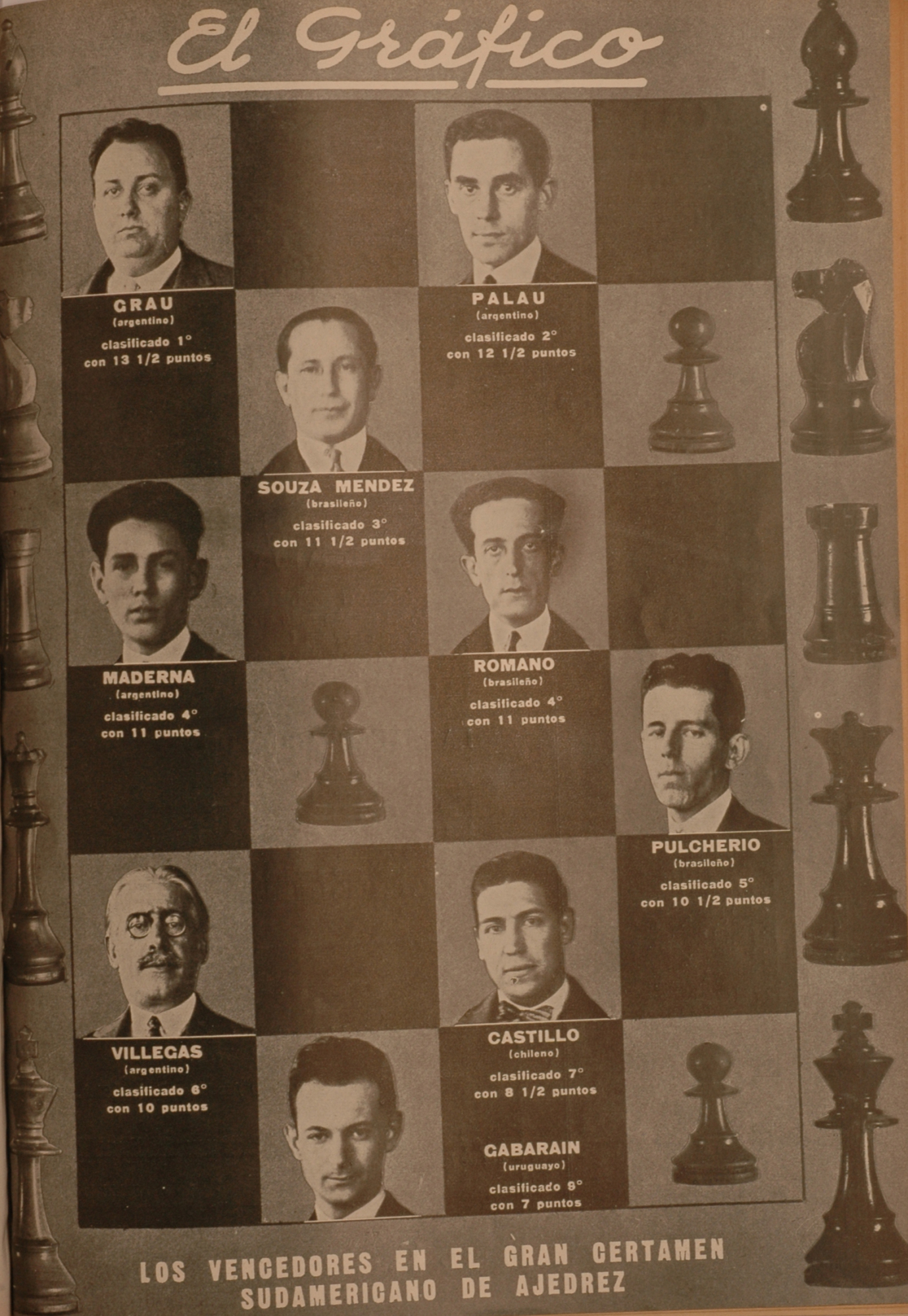
Grau, primero de izquierda a derecha en la primera hilera, en 1928.

## Libros
Grau también es el autor del Tratado general de ajedrez, la más completa obra escrita en castellano sobre el tema, formada por 4 volúmenes y que ha sido traducida a numerosos idiomas. Aún hoy, pese a los años transcurridos desde su primera edición, es un tratado de referencia para muchos aficionados que desean aprender y perfeccionarse en el ajedrez.
Tratado General de Ajedrez:
- Tratado General de Ajedrez: Tomo I - Rudimentos
- Tratado General de Ajedrez: Tomo ll - Estrategia (renombrado como "Táctica" ediciones posteriores)
- Tratado General de Ajedrez: Tomo III - Conformación de peones
- Tratado General de Ajedrez: Tomo IV - Estrategia superior

Otros libros de Roberto Grau:
- Cartilla de ajedrez: elementos necesarios para aprender a jugar al ajedrez sin necesidad de maestro
- Tattica scacchistica - Grau per il terzo millennio (Con Roberto Messa)